# Naturschutzgebiet Am Bocksbart
Das Naturschutzgebiet Am Bocksbart mit einer Flächengröße von 3,01 ha liegt südöstlich von Wallen im Stadtgebiet von Meschede. Das Gebiet wurde 1950 von der Bezirksregierung Arnsberg als Naturschutzgebiet (NSG) ausgewiesen. 1994 erfolgte mit dem Landschaftsplan Meschede durch den Kreistag des Hochsauerlandkreises eine erneute Ausweisung als NSG.  Das Gebiet wurde 1994 mit dem Landschaftsplan Meschede durch den Hochsauerlandkreis als NSG mit einer Flächengröße von 1,6 ha ausgewiesen. Bei der Neuaufstellung des Landschaftsplanes Meschede2020 wurde das NSG erneut und deutlich vergrößert erneut ausgewiesen. Das NSG ist umgeben vom Landschaftsschutzgebiet Ortsnahe Freiflächen bei Wallen.

## Gebietsbeschreibung

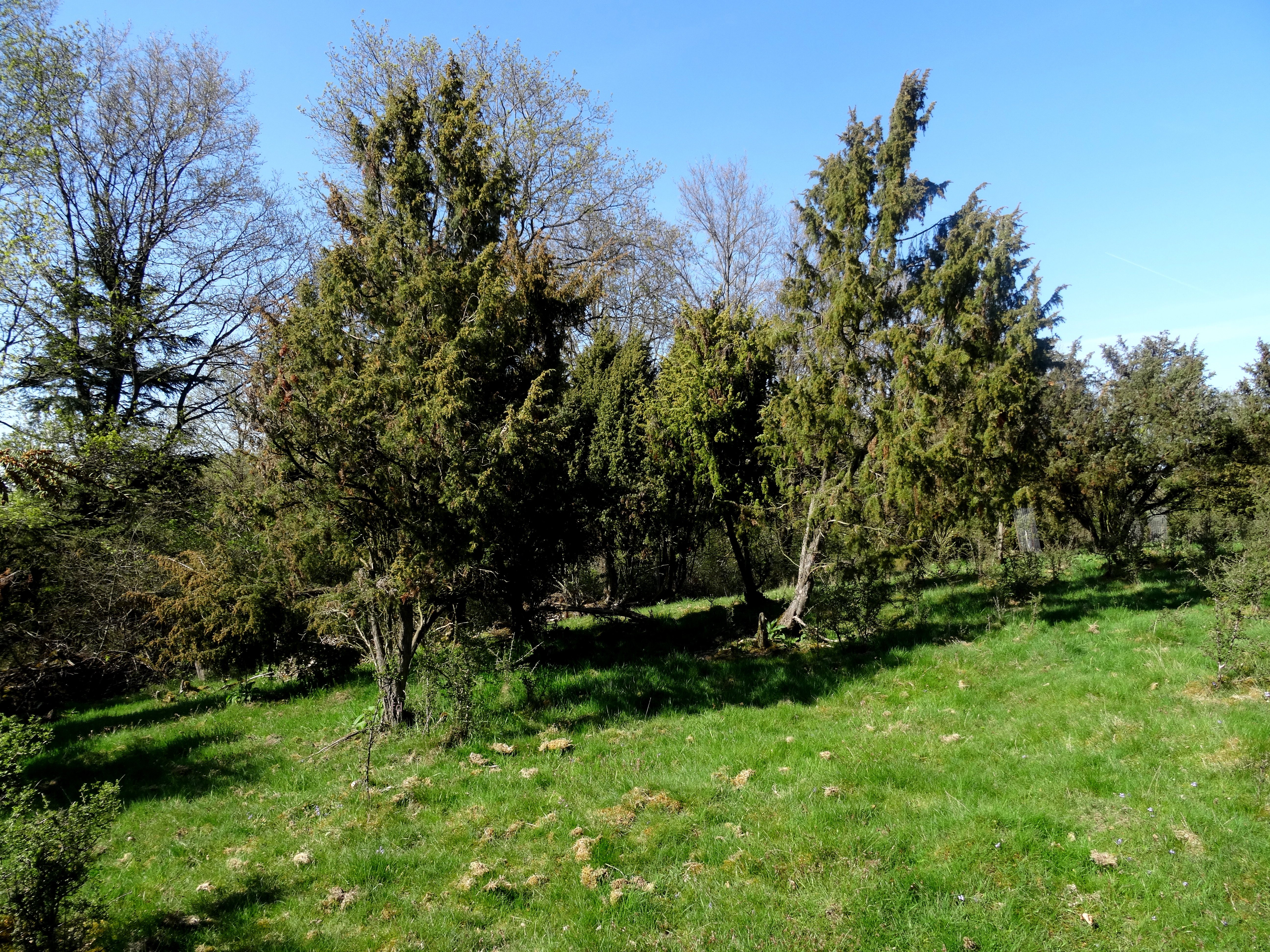
Wacholder im NSG (2016)

Bei dem Naturschutzgebiet handelt es sich um die Reste einer Wacholderheide mit eingestreuten Magerrasenflächen auf einer Flinzkalkkuppe eines Hauptgrünsteinzuges. Ein Teil des NSG ist bereits zu Wald geworden. In der Zentrum des Waldes befindet sich die Wacholderheide die stark verbuscht ist mit hochgewachsenen, vereinzelt auch schon zusammenbrechenden Wacholdern. Das NSG weist Magergrünland-Vegetation auf. Die Heide wird von einigen stattlichen Eichen-Solitären überragt und von einem dichten Gehölzaufwuchs umgeben. Das NSG macht von außen wie ein Feldgehölz aussieht.
Wie andere Wacholderheiden ist sie ein seltenes Relikt der historischen Landnutzung, dass nur noch kleinflächig anzutreffen ist. Es handelt sich um einen FFH-Lebensraumtyp und ein unter dem gesetzlichen Biotopschutz nach § 30 BNatSchG stehendes Biotop, daher sind laut Landschaftsplan aktive Pflegemaßnahmen geboten.
Die Heide wird zur Offenhaltung des Gebietes mit Heidschnucken beweidet. Das Gebiet gehört zu den ältesten Naturschutzgebieten im HSK.

## Pflanzenarten im NSG
Auswahl vom Landesamt für Natur, Umwelt und Verbraucherschutz Nordrhein-Westfalen dokumentierte Pflanzenarten im Gebiet: Berg-Platterbse, Besenheide, Blutwurz, Echtes Labkraut, Fuchssches Greiskraut, Geflecktes Johanniskraut, Gras-Sternmiere, Hain-Rispengras, Heidelbeere, Hunds-Veilchen, Salbei-Gamander, Spitzlappiger Frauenmantel, Taumel-Kälberkropf, Wacholder, Wald-Ehrenpreis, Waldgeißblatt, Wiesen-Knäuelgras, Wiesen-Flockenblume und Wolliges Honiggras.

## Schutzzweck
Zum Schutzzweck des NSG führte der Landschaftsplan auf: „Schutz einer Wacholderheide als äußerst seltener Lebensraum und als hochgradig schutzwürdiges Relikt der historischen Landnutzung; Optimierung der aktuellen Situation durch Zurückdrängen der Gehölzanteile und Grünlandpflege; Erhaltung einer landschaftsprägenden Kuppe als wesentlicher Bestandteil der besonderen Eigenart der „Caller Schweiz“.“